# Rounder Records
Rounder Records, originalmente de Cambridge, Massachusetts mas agora situada em Burlington, Massachusetts, é uma gravadora independente fundada em 1970 por Ken Irwin, Bill Nowlin e Marian Leighton-Levy, enquanto os três ainda eram estudantes universitários.

## Artistas (passados e presentes)
- Tom Adams
- Darol Anger
- Etta Baker
- The Balfa Brothers
- Marcia Ball
- Russ Barenberg
- Pierre Bensusan
- Big Shoulders
- Tony Bird
- Norman Blake
- Blue Rodeo
- The Blue Sky Boys
- The Bobs
- Bodeans
- Roy Book Binder
- James Booker
- Sandra Boynton
- Brave Combo
- Bob Brozman
- Clarence Gatemouth Brown
- Buckwheat Zydeco
- J J Cale
- Chuck Carbo
- Cephas & Wiggins
- Marshall Chapman
- Bruce Cockburn
- The Cottars
- Country Cooking
- Cowboy Jazz
- Cowboy Junkies
- The Damnwells
- Delta Spirit
- Dennis DeYoung
- Hazel Dickens
- Dirty Dozen Brass Band
- Michael Doucet
- Dry Branch Fire Squad
- John Fahey
- Cathy Fink
- Béla Fleck
- Benton Flippen
- The Freight Hoppers
- J. Geils
- Jimmie Dale Gilmore
- Girl Authority
- Philip Glass
- The Grascals
- David Grisman
- Richard Greene
- David Grier
- Nanci Griffith
- Woody Guthrie
- James "Slim" Hand
- Cheb Hasni
- John Hartford
- Juliana Hatfield
- Holy Modal Rounders
- Sierra Hull
- Mississippi John Hurt
- Huxtable, Christensen & Hood
- The Incredible Casuals
- King Wilkie
- Alison Krauss
- Sleepy LaBeef
- David Laibman
- Lead Belly
- Sondre Lerche
- The LeRoi Brothers
- John Linnell
- Lisa Loeb
- Del McCoury
- John McCutcheon
- Natalie MacMaster
- Magic Dick
- Mike Marshall
- Whistlin' Alex Moore
- Lynn Morris
- Nashville Bluegrass Band
- Tracy Nelson
- NRBQ
- Alecia Nugent
- Laura Nyro
- Ellis Paul
- Tom Paxton
- Carl Perkins
- Madeleine Peyroux
- Grant-Lee Phillips
- Pianosaurus
- Robert Plant
- Preacher Jack
- Raffi
- Ed Reavy
- Leon Redbone
- Tony Rice
- Jonathan Richman
- Amanda Shaw
- Riders in the Sky
- Jimmie Rodgers
- Rush
- Mike Seeger
- Peggy Seeger
- Allen Shelton
- Son Volt
- Jo-El Sonnier
- The SteelDrivers
- Steve Roslonek
- Tut Taylor
- The Tragically Hip
- Ten Shekel Shirt
- Sweet Honey in the Rock
- Vienna Teng
- They Might Be Giants
- Linda Thompson
- George Thorogood and the Destroyers
- Happy Traum
- Tony Trischka
- Uncle Earl
- Joe Val
- Guy Van Duser
- Rhonda Vincent
- Loudon Wainwright III
- Martha Wainwright
- Doc Watson
- Ween
- Cheryl Wheeler
- The Wild Magnolias
- Bob Wills